# Абубакаров, Мансур
Мансу́р Абубака́ров — норвежский дзюдоист, бронзовый призёр первенства Норвегии среди кадетов 2019 года, чемпион (2023), серебряный (2019) и бронзовый (2018, 2021, 2022) призёр первенств Норвегии среди юниоров, серебряный призёр первенства Норвегии среди молодёжи 2024 года, бронзовый призёр чемпионата Норвегии 2024 года среди взрослых, победитель и призёр международных турниров, серебряный призёр чемпионата Балтийских стран 2021 года, серебряный призёр чемпионата Северных стран 2024 года. Выступал в полулёгкой (до 66 кг) и лёгкой (до 73 кг) весовых категориях.
Чеченец.